# Jeanne Siméon

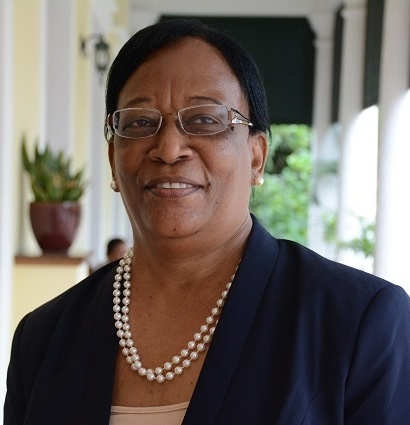
Jeanne Siméon, 2017

Jeanne Siméon (geb. 28. Juli 1952) ist eine Politikerin, die als Minister of Habitat, Lands, Infrastructure, and Land Transport von 27. April 2018 bis 3. November 2020 im Kabinett der Seychellen war.
Zuvor war sie von Oktober 2016 bis zu seiner Ernennung zum Minister im neu gegründeten Ministerium für Familienangelegenheiten am 15. März 2017 stellvertretender Sekretär für Kabinettsangelegenheiten im Büro des Präsidenten. Siméon studierte an der University of York und der University of Leeds. Nach ihrer Tätigkeit als Lehrerin war Siméon Hauptsekretärin für Bildung im Bildungsministerium.